# Àcrota
Segons la mitologia romana, Àcrota va ser un rei d'Alba Longa, fill de Tiberí. Va succeir en el tron al seu germà Rèmul.